# Olympische Winterspiele 1948/Teilnehmer (Polen)
| Gelbes Symbol für Goldmedaillen mit stilisierten Olympischen Ringen | Graues Symbol für Silbermedaillen mit stilisierten Olympischen Ringen | Braundes Symbol für Bronzemedaillen mit stilisierten Olympischen Ringen |
| ------------------------------------------------------------------- | --------------------------------------------------------------------- | ----------------------------------------------------------------------- |
| —                                                                   | —                                                                     | —                                                                       |

Polen nahm an den V. Olympischen Winterspielen 1948 in St. Moritz mit einer Delegation von 29 Athleten teil.
| Männliche Teilnehmer aus Polen | Männliche Teilnehmer aus Polen | Männliche Teilnehmer aus Polen | Männliche Teilnehmer aus Polen | Männliche Teilnehmer aus Polen |
| Sportart                       | Sportler | Disziplin                      | Platz                          | Bemerkung                      |
| ------------------------------ | --- | ------------------------------ | ------------------------------ | ------------------------------ |
| Eishockey                      | Henryk Przeździecki Jan Maciejko Henryk Brommer Mieczysław Burda Stefan Csorich Zygmunt Ginter Alfred Gansiniec Tomasz Jasiński Mieczysław Kasprzycki Adam Kowalski Eugeniusz Lewacki Czesław Marchewczyk Mieczysław Palus Hilary Skarżyński Maksymilian Więcek Ernest Ziaja Bolesław Kolasa | –                              | 6                              |                                |
| Ski Alpin                      | Jan Gąsienica-Ciaptak | Abfahrt                        | 37                             |                                |
| Ski Alpin                      | Jan Gąsienica-Ciaptak | Slalom                         | dnf                            |                                |
| Ski Alpin                      | Jan Gąsienica-Ciaptak | Kombination                    | 31                             |                                |
| Ski Alpin                      | Jan Lipowski | Slalom                         | dnf                            |                                |
| Ski Alpin                      | Józef Marusarz | Abfahrt                        | 35                             |                                |
| Ski Alpin                      | Józef Marusarz | Slalom                         | 31                             |                                |
| Ski Alpin                      | Józef Marusarz | Kombination                    | 27                             |                                |
| Ski Alpin                      | Jan Pawlica | Abfahrt                        | dnf                            |                                |
| Ski Alpin                      | Jerzy Schindler | Abfahrt                        | 67                             |                                |
| Ski Alpin                      | Jerzy Schindler | Kombination                    | dnf                            |                                |
| Ski Nordisch                   | Józef Daniel Krzeptowski Stanisław Bukowski Tadeusz Kwapień Stefan Dziedzic | 4 × 10 km Langlauf             | 10                             |                                |
| Ski Nordisch                   | Stanisław Bukowski | 18-km-Langlauf                 | 70                             |                                |
| Ski Nordisch                   | Stefan Dziedzic | 18-km-Langlauf                 | 38                             |                                |
| Ski Nordisch                   | Stefan Dziedzic | Nordische Kombination          | 20                             |                                |
| Ski Nordisch                   | Jan Gasienica-Ciaptak | Spezialsprunglauf              | 36                             |                                |
| Ski Nordisch                   | Józef Daniel Krzeptowski | 18-km-Langlauf                 | 62                             |                                |
| Ski Nordisch                   | Józef Daniel Krzeptowski | Nordische Kombination          | 22                             |                                |
| Ski Nordisch                   | Józef Daniel Krzeptowski | Spezialsprunglauf              | 30                             |                                |
| Ski Nordisch                   | Jan Kula | Spezialsprunglauf              | 33                             |                                |
| Ski Nordisch                   | Tadeusz Kwapien | 18-km-Langlauf                 | 47                             |                                |
| Ski Nordisch                   | Tadeusz Kwapien | Nordische Kombination          | 25                             |                                |
| Ski Nordisch                   | Stanisław Marusarz | Spezialsprunglauf              | 27                             |                                |
| Ski Nordisch                   | Leopold Tajner | 18-km-Langlauf                 | 76                             |                                |
| Ski Nordisch                   | Leopold Tajner | Nordische Kombination          | 34                             |                                |